# André-Marie Mbida
André-Marie Mbida (Endinding, 1º gennaio 1917 – Parigi, 2 maggio 1980) è stato un politico camerunese.

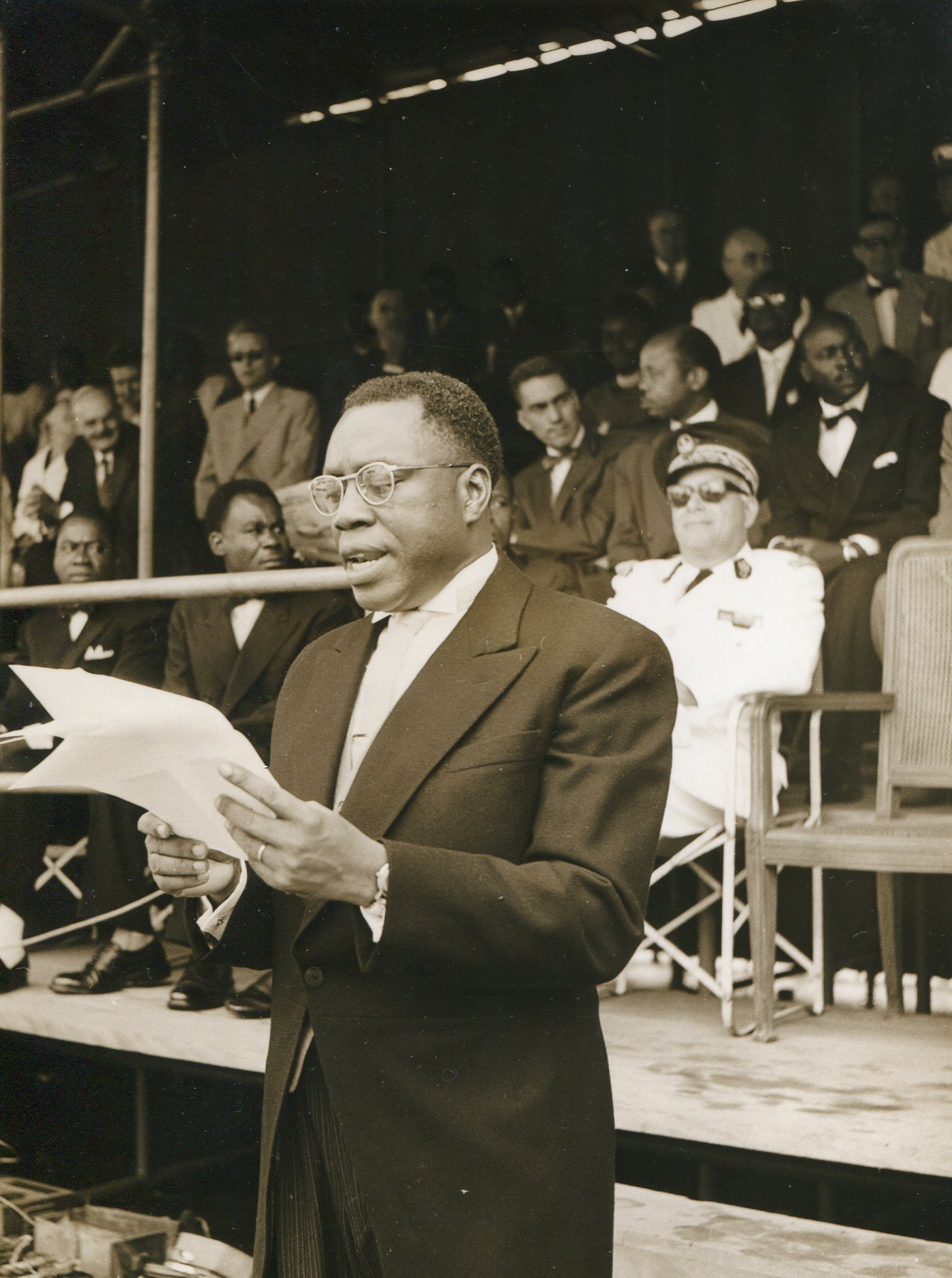
André-Marie Mbida proclama l'autonomia del Camerun francese, 10 maggio 1957.

Nato nel 1917, originario della regione del Centro, compie gli studi primari a Efok, proseguendo gli studi nei seminari di Akono e Mvolye terminandoli nel 1943. Dopo aver completato la sua formazione con gli studi giuridici, lavora come agente del Tesoro a Yaoundé e successivamente come agente di commercio fino al 1954.
Inizia molto giovane ad occuparsi di politica, partecipando alla causa degli operai e dei contadini del Camerun; milita attivamente nel Blocco democratico camerunese (BDC), movimento affiliato alla Sezione Francese dell'Internazionale Operaia (SFIO), che lascerà nel 1954 per fondare il Comitato di coordinazione del Camerun.
Alle elezioni legislative del 2 gennaio 1956 venne eletto deputato all'Assemblea nazionale con più del 40% dei suffragi, divenendo il primo nativo camerunese ad essere eletto al parlamento francese.
Nel periodo di circa un anno trascorso al parlamento francese Mbida lavora attivamente per l'ottenimento dell'indipendenza del Camerun; il 10 maggio 1957 viene eletto Primo ministro del neonato Camerun francese, stato autonomo sotto tutela della Francia. Il 16 febbraio 1958 viene tuttavia deposto da Jean Ramadier, che lo sostituisce con Ahmadou Ahidjo, che diventerà più tardi il primo presidente del Camerun indipendente. Pochi giorni dopo, Mbida lascia la SFIO per fondare un suo proprio partito politico, il Partito dei democratici camerunesi; per più di un anno, vive in esilio a Conakry, in Guinea.
Nel 1960, dopo l'ottenimento della completa indipendenza da parte del Camerun, venne eletto all'Assemblea nazionale del Camerun.
Nel 1962 viene arrestato diventando prigioniero politico; viene detenuto nel Camerun del nord fino al 1965. La detenzione provoca un deterioramento delle sue condizioni di salute; trasferitosi in Francia per ottenere cure mediche, torna in Camerun nel 1975 vivendo sotto sorveglianza a Yaoundé. Nel 1980 si trasferisce nuovamente in Francia per motivi medici e proprio in Francia, all'ospedale Salpêtrière di Parigi, Mbida muore il 2 maggio del 1980.